# Rueda de Segner

Rueda de Segner

La rueda de Segner o turbina de Segner es un tipo de turbina hidráulica inventada por Johann Andreas Segner en el siglo XVIII.

## Uso
El dispositivo se coloca en un agujero adecuado en el suelo (o en la ladera de una colina). El agua se bombea a la parte superior de un cilindro vertical, en cuya parte inferior se encuentra un rotor con tubos especialmente curvados y boquillas. Debido a la presión hidrostática, el agua es expulsada por las boquillas, lo que hace girar el rotor. El par útil se transfiere a un dispositivo accionado mediante un sistema de correa y polea. Las turbinas Segner, también llamadas turbinas de reacción o turbinas escocesas, se construyeron a mediados de la década de 1850 para impulsar los elevadores de plano inclinado del Canal Morris en Nueva Jersey. Hoy en día, el principio de la rueda Segner se utiliza en aspersores de riego.